# Брустверні монітори типу «Цербер»

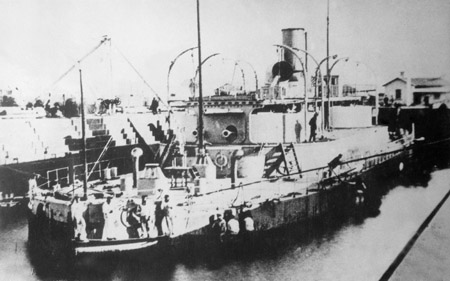
Монітор «Цербер» у Вілямстауні, Австралія

 Брустверні монітори типу «Цербер» (Cerberus-class breastwork monitor) — два брустверні монітори, побудовані у Британії у 1860-х для флотів її колоній.

## Проект
Інколи кораблі типу «Цербер» класифікуються як «баштові броненосці».  Вони були сконструйовані сером Едвардом Рідом (Edward Reed) відповідно до запитів окремих домініонів та колоній Британської Імперії на броненосці берегової оборони. Кораблями цього типу були HMS Cerberus, який використовувався військово-морськими силами колонії Вікторія в Австралії, та HMS Magdala, який весь час служив у гавані Бомбею.
Розмір кораблів обмежувався чинником ціни. Вони були спроектовані та побудовані для використання в якості кораблів для місцевої оборони, і не очікувалося, що монітори коли-небудь діятимуть далеко від своїх баз. Таким чином, можна було спроектувати їх без вітрил та мачт, покладаючись лише на тоді ще не надто надійні парові машини, які потребували багато вугілля. З іншого боку, таке рішення обмежило ефективний радіус дії моніторів. 

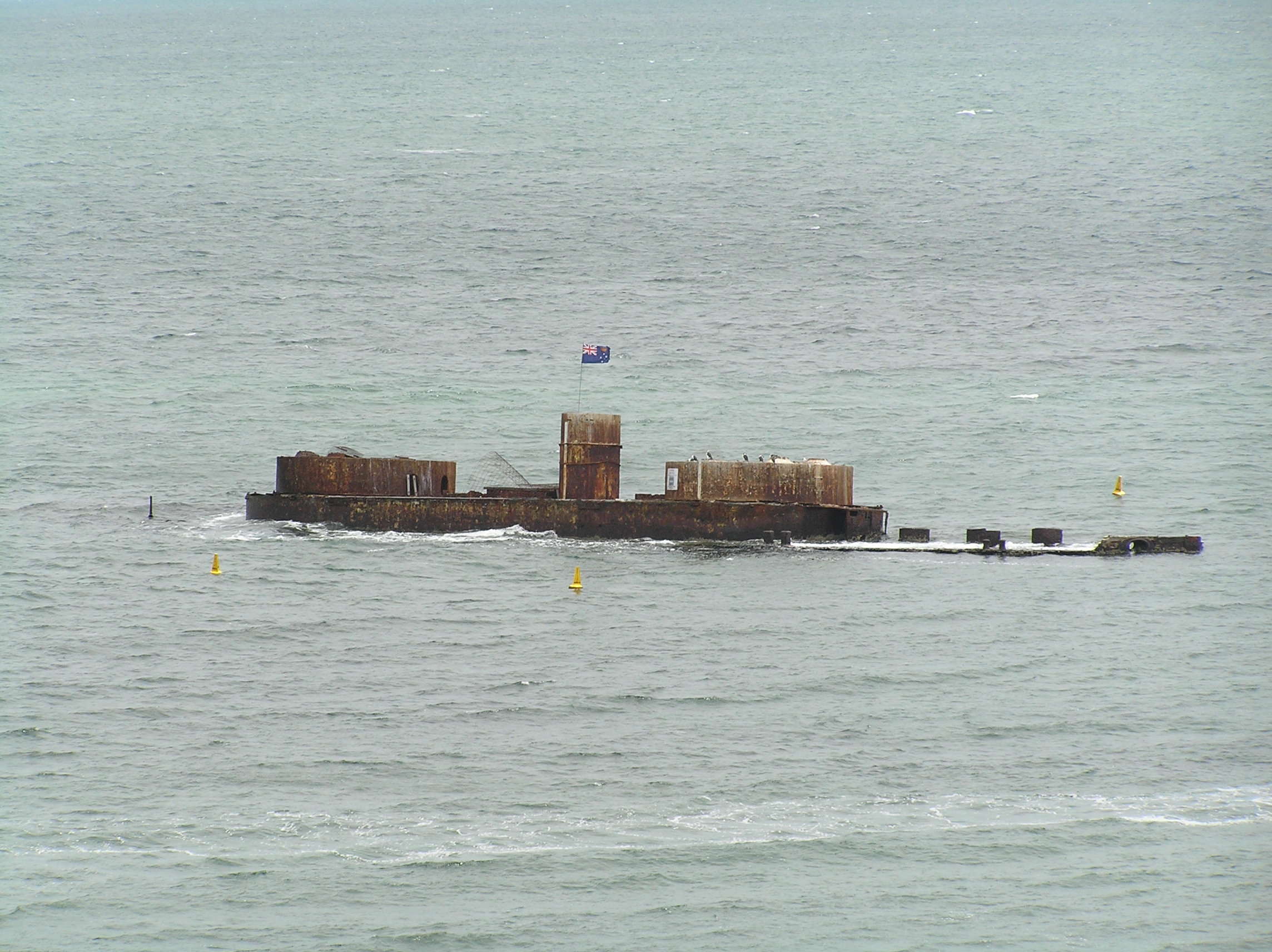
Залишки монітора «Цербер» у 2007 поблизу Мельбурну

Відсутність мачт і вітрил дозволило збільшити частку броні у загальній водотоннажності кораблів. Також економія ваги за рахунок вітрильного оснащення дозволила озброїти монітори  двома гарматними баштами, однією передньою і однією кормовою, які мали повністю вільні сектори обстрілу перед носом і кормою, і по широких дугах по бортах судна. Башти були встановлені на підвищенні палуби (бруствері) і, отже, мали більшу висоту над рівнем води і відповідно більший радіус дії у порівняні з аналогічними гарматами на основній палубі. Розміщення озброєння у баштах забезпечило додаткову перевагу, уможлививши низький борт кораблів. Таким чином була зменшена ціль для ворожих гармат, і,  одночасно, таке рішення дозволило захистити невисокий борт потужною бронею.

## Будівництво
| Судно                 | Будівник                            | Закладені      | Спущено на воду | Завершено     | Остаточна доля                                        | Вартість  |
| --------------------- | ----------------------------------- | -------------- | --------------- | ------------- | ----------------------------------------------------- | --------- |
| HMVS Cerberus         | Palmers, Jarrow                     | 1 вересня 1867 | 2 грудня 1868   | Вересень 1870 | Затоплений задля спорудження молу, 26 липня 1924 року | £ 117,556 |
| «Маглада» HMS Magdala | Thames Ironworks, Blackwall, London | 6 жовтня 1868  | 2 березня 1870  | Листопад 1870 | Продано 1903                                          | £ 132,400 |

## Дивиться також
- HMS Abyssinia— броненосець берегової оборони, побудований  для оборони гавані Бомбею в Індії, побудований за подібною, але зменшеною конструкцією.